# Fishing Creek
Fishing Creek es un lugar designado por el censo ubicado en el condado de Dorchester en el estado estadounidense de Maryland. En el Censo de 2010 tenía una población de 163 habitantes y una densidad poblacional de 45,94 personas por km².

## Geografía
Fishing Creek se encuentra ubicado en las coordenadas 38°20′3″N 76°13′30″O / 38.33417, -76.22500. Según la Oficina del Censo de los Estados Unidos, Fishing Creek tiene una superficie total de 3.55 km², de la cual 2.72 km² corresponden a tierra firme y (23.28%) 0.83 km² es agua.

## Demografía
Según el censo de 2010, había 163 personas residiendo en Fishing Creek. La densidad de población era de 45,94 hab./km². De los 163 habitantes, Fishing Creek estaba compuesto por el 100% blancos, el 0% eran afroamericanos, el 0% eran amerindios, el 0% eran asiáticos, el 0% eran isleños del Pacífico, el 0% eran de otras razas y el 0% pertenecían a dos o más razas. Del total de la población el 1.23% eran hispanos o latinos de cualquier raza.